# أرخبيل لوس مونخيس
أرخبيل لوس مونخيس (بالإسبانية: Archipiélago Los Monjes) هو مجموعة جزر تابعة لـفنزويلا تقع في بحر الكاريبي، شمال غرب البر الرئيسي الفنزويلي. يتكون الأرخبيل من ثلاث مجموعات من الصخور والجزر الصخرية تُعرف باسم مونخيس ديل نورتي (رهبان الشمال)، ومونخيس ديل سوريستي (رهبان الجنوب الشرقي)، ومونخيس ديل سوروستي (رهبان الجنوب الغربي).

## الجغرافيا
يقع الأرخبيل على بعد حوالي 34.8 كيلومترًا إلى الشمال من شبه جزيرة غواجيرا و61.5 كيلومترًا إلى الشمال الشرقي من كابو دي لا فيلا، في موقع استراتيجي قريب من الحدود البحرية مع كولومبيا.

### مونخيس ديل نورتي
مونخيس ديل نورتي هي مجموعة من الجزر الصخرية الصغيرة، أكبرها جزيرتان متصلتان بواسطة رصيف اصطناعي، تم بناؤه في عام 1982 لربطهما وتعزيز الاستيطان العسكري فيها. يوجد هناك مهبط طائرات صغير، ومنارة، ومرافق تابعة للبحرية الفنزويلية. الجزيرة مأهولة بشكل دائم من قبل القوات البحرية الفنزويلية.

### مونخيس ديل سوريستي
هذه مجموعة صغيرة من الصخور غير المأهولة تقع إلى الجنوب الشرقي من مونخيس ديل نورتي.

### مونخيس ديل سوروستي
تتكون من جزيرة صخرية واحدة، وهي أيضًا غير مأهولة وتقع إلى الجنوب الغربي من مونخيس ديل نورتي.

## الوضع السياسي
تخضع الجزر لإدارة ولاية زوليا الفنزويلية، وتحديدًا بلدية ألسيبوغو. وقد كانت محل نزاع حدودي بحري بين فنزويلا وكولومبيا، إلا أن فنزويلا تمارس سيادتها الكاملة عليها.
في عام 1952، حدث خلاف بين فنزويلا وكولومبيا عندما حاولت كولومبيا إرسال قوات إلى الجزر، وردت فنزويلا بإرسال سفن بحرية لطردها. ومنذ ذلك الحين، حافظت فنزويلا على وجود عسكري دائم هناك.

## الأهمية الاستراتيجية
يمثل الأرخبيل أهمية كبيرة من الناحية الجغرافية والسياسية لفنزويلا، إذ يُعد نقطة مراقبة استراتيجية في منطقة الكاريبي، وقاعدة لتأكيد السيادة الفنزويلية على مناطقها البحرية.

## الحياة البرية
الجزيرة صخرية وغير صالحة للسكن المدني، ولا توجد فيها مصادر طبيعية للمياه العذبة أو غطاء نباتي. ومع ذلك، فهي محاطة بشعاب مرجانية، وتُعتبر موطنًا مؤقتًا لبعض أنواع الطيور البحرية.